# 파커 45
파커 45는 파커에서 생산하던 만년필이다. 파커 최초의 컨버터, 카트리지 필링 만년필로, 45라는 이름은 리볼버계의 명작인 콜트 싱글 액션 아미에서 유래한 것으로 그 탁월한 신뢰성과 탄환의 교체를 파커 45의 카트리지 방식에 비유한 것이다.

## 역사
파커 45에 대해 이해하기 위해서는 당시의 미국 만년필 시장에 대한 이해가 필요하다.
당시 미국 시장은 고급 시장과 저가 시장으로 이원화되어 있었다. 파커는 이에 대응하여 고가 시장에서는 51을 약 10~15$의 가격에 판매하였고 저가 시장에는 5$의 가격의 21을 판매하였으나, 파커21의 촉은 금이 아닌 옥타늄이라는 저가의 재질로 구성되어 있었다. 소비자들은 같은 가격대라면 금을 함유한 만년필을 원하여서 파커는 (금촉을 가진) 수많은 미국의 업체들과 미국에 진출한 일본 업체들에 의해 저가 시장을 공격받게 되었다. 그 결과 파커는 21을 대체하는 금촉을 가진 저가 만년필을 출시할 필요가 있었고, 경쟁사였던 EVERSHARP를 인수하면서 그들의  새로운 디자인과 기술을 접하게 된다. EVERSHARP의 모델은 약간의 변형을 거치어서 14k 금촉을 가진 "45"라는 이름을 가진 만년필로서 세상에 나오게 된다.
처음 세상에 나온 파커45는 이미 워터맨이 C/F를 통해 선보인 바 있는 카트리지 필러를 채택하여서 불편한 잉크병을 휴대하지 않고도 잉크를 채워넣을 수 있었다. 또한 촉을 쉽게 분해할 수 있었으므로 촉의 두께가 마음에 들지 않거나 혹은 촉의 수명이 다할 경우 손쉽게 촉을 교체할 수 있었다. 이러한 특징은 만년필을 많이 사용하던 당시 학생층에게 큰 인기를 끌었고, 5$라는 저렴한 가격과 14k 금촉이라는 장점은 파커 45의 판매량을 급증시킨다.
한편 한자문화권에 속하는 한국과 일본은 파커 45의 선호도가 매우 높았다. 파커 45는 파커 51보다 저렴하면서도 한자나 한글, 가나를 적기에 적합했다. 특히 한국에서 파커 45는 당시 생산되던 국산 만년필보다 품질이 우수하였으므로 파커 45는 학생층 뿐 아니라 직장인들에게도 매우 선호되던 만년필이었다. 
파커45가 판매되던 당시 파커는 전 세계에 자사의 공장을 가지고 있던 세계적인 기업이었다. 본사가 위치한 미국 뿐만 아니라 영국, 오스트레일리아, 아르헨티나 등지에서도 생산이 이루어졌고 더러는 생산/판매지에 적합한 형태로서 변형되는 일도 있었다. 
파커45는 1960년대와 1970년대를 거치며 수많은 종류의 고급형, 염가형 파생 모델이 생산되었으나 1980년대를 거치며 전통적인 만년필의 형태가 인기를 끌게 되자 플라스틱 배럴이나 스테인레스 배럴을 가진 기본 모델을 제외하면 대부분 단종되었다. 물가 상승에 대한 가격 동결, 1970년대 오일쇼크에 따른 금값 상승 등의 이유로 촉은 원래의 금 재질이 아닌 스테인레스 재질로 점차 바뀌어 갔다. 한편으로 실용적이면서도 저렴한 볼펜이 본격적으로 시장을 장악하면서 이 실용적인 만년필이 설 자리는 점차 사라지게 되었다.

2007년 경, 파커는 영국에서의 생산을 정리하고 프랑스로 공장을 옮김과 동시에 파커 45를 단종시킨다. 

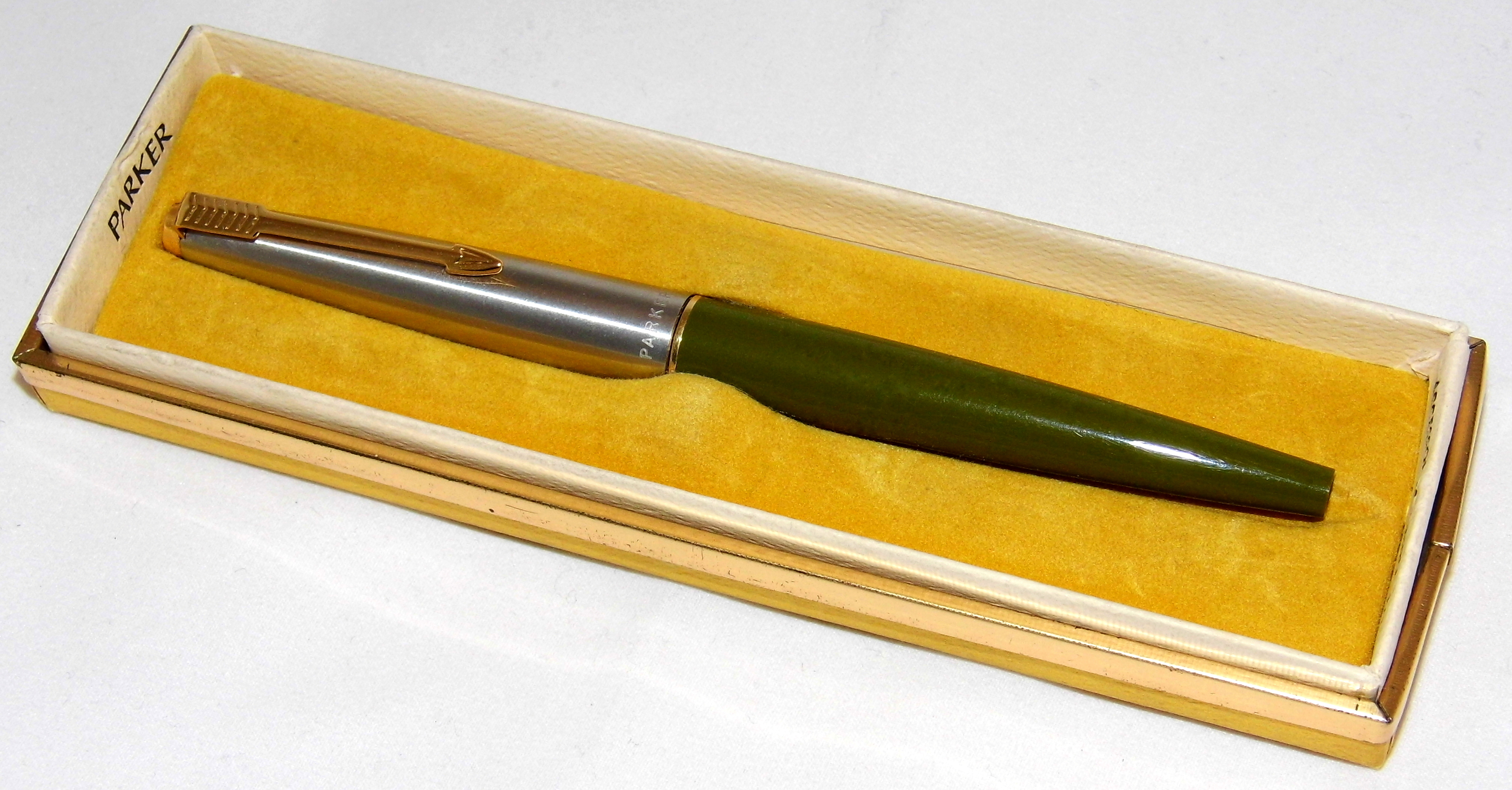
미국에서 생산된 파커 45의 모습

## 외관
파커 45는 앞서 1941년에 출시된 파커 51의 영향을 강하게 받은 만년필이다. 만년필의 전체적인 현상은 유선형을 띄고 있고, 유사한 화살 형태의 클립을 가지고 있다. 캡은 일반적으로 금속 재질이며 만년필의 촉 또한 밖으로 완전히 드러나지 않는다. 그러나 캡탑에 주얼을 설치하지 않고 화살 클립의 깃을 단순화하였으며, 금속 캡의 마감이 비교적 부드럽지 못한 점 등에서 차등을 두었다.
한편 파커 45는 상당히 오랜 기간동안 상당히 많은 색상과 종류를 보유하며 오랜 기간 제작되었던 모델이다. 터콰이즈 색상, 핑크 색상 등 다양한 희귀 색상들과 클립이 존재하지 않는 레이디 모델 등 다양한 희귀 모델들이 존재한다. 

## 시기구분
파커 45는 변화의 변동 폭이 적어서 대부분의 시기의 부품들이 서로 호환되고, 그러므로 시기 구분에 난이도가 있는 반면 그 필요성은 적다는 특징이 있다. 
1980년 이전의 것의 시기구분은 부품의 형태와 가공, 각인 등을 기반으로 판단할 수 있다.
1980년 이후의 것에는 캡에 생산 연도를 나타내는 데이트 코드가 적혀 있으므로 이를 기반으로 생산 시기의 유추가 가능하다.

## 기타
플라스틱의 재질과 구조적인 한계로 그립이 수축된다는 단점이 있으나 사용상의 지장은 없다.